# گورگون (فرمانده قباد یکم)
گورگون یکی از فرماندهان نظامی ایرانی در زمان شاهنشاه قباد یکم ساسانی (حک. ۴۹۸–۵۳۱) بود. او در سال ۵۰۳ پس از فتح آمد به دست قباد، فرمانده نظامی این شهر بود. پس از مدتی نیروهای بیزانسی دوباره به این شهر هجوم آوردند و گورگون پس از سقوط شهر، کشته شد.